# يحيى الفخراني
يحيى الفخراني (7 أبريل 1945)، ممثل وطبيب مصري ولد بمحافظة الدقهلية بدلتا مصر. في أكتوبر 2020، عيّن يحيى الفخراني نائبًا في مجلس الشيوخ المصري من قبل الرئيس المصري عبد الفتاح السيسي، بحيث ينوب الفخراني مع سميرة عبد العزيز عن الفن المصري.

## عن حياته
حصل على بكالوريوس الطب والجراحة سنة 1971 من كلية الطب بجامعة عين شمس في القاهرة، وكان عضوًا بارزًا في فريق التمثيل بالكلية، وحصل على جائزة أحسن ممثل على مستوى الجامعات المصرية. بعد تخرجه مارس مهنة الطب لفترة قصيرة كممارس عام في صندوق الخدمات الطبية بالتليفزيون وكان ينوي التخصص في الأمراض النفسية والعصبية وكان وقتها يعدُّ الفن هواية فقط، ولكنه وقع في دائرة الاحتراف.

### زواجه
في كلية الطب تعرف على د. لميس جابر حيث يحكى إنه في ذات مساء على خشبة المسرح الجامعي كان يعرض مسرحية ل«برنارد شو» وحدث في المشهد الأخير من المسرحية نوع من الخطأ الناتج عن إدارة المسرح فترك المسرح غاضبا. وبين الكواليس واجهته «لميس» زميلة في كلية الطب وحاصرت ثورته وطلبت منه أن يعود ليحيي المشاهدين سواء شعروا بالخطأ أو لا لأنها كان لها نشاط ثقافى كبير وتقوم بتمثيل دور صغير في نفس المسرحية وبالفعل عاد إلى المسرح وصفقت له الجماهير وكانت تلك هي الخطوة الحاسمة التي فجرت بداخله مشاعر الارتباط بزميلته «لميس» كزوجة وصديقة وشريكة يستطيع معها أن يبدأ حياة جديدة وهي الآن تعمل طبيبة نساء وولادة وتكتب السيناريوهات بعيدا عن الأضواء، أنجب منها أبناءه ( شادي ،طارق)

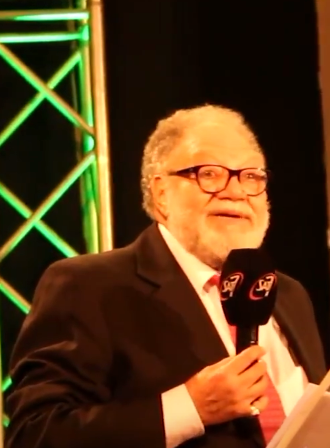
يحيى الفخراني أثناء تكريمه بمهرجان المركز الثقافي الكاثوليكي للسينما في دورته الـ65

## أعماله

### الأفلام
| اسم الفيلم            | تاريخ الإنتاج | الدور              |
| --------------------- | ------------- | ------------------ |
| عمارة يعقوبيان        | 2006          | الراوي             |
| حكاية لعبة 2          | 1999          | المأمور وودي (صوت) |
| مبروك وبلبل           | 1998          | مبروك              |
| حكاية لعبة            | 1995          | المأمور وودي (صوت) |
| الحقيقة اسمها سالم    | 1994          | أيمن السرساوي      |
| أرض الأحلام           | 1993          | رؤوف الساحر        |
| جريمة في الأعماق      | 1992          | محسن عبد ربه       |
| الحب في الثلاجة       | 1992          | مهدي               |
| الصرخة                | 1991          | نفسه               |
| تذكرة داود            | 1990          | هادى سعفان         |
| إعدام قاضي            | 1990          | عادل               |
| الذل                  | 1990          | عزيز خزبك          |
| البركان               | 1990          | هريدي              |
| وتمت أقواله           | 1990          |                    |
| عنبر الموت            | 1989          | توفيق الشربتلي     |
| حالة تلبس             | 1988          | ضيف شرف            |
| حكاية نص مليون دولار  | 1988          | عامر اللبان        |
| انا وانت وساعات السفر | 1988          | عزت                |
| امرأتان ورجل          | 1987          | معتز زيزو          |
| بابل حبيبتي           | 1987          | د.أحمد             |
| محاكمة علي بابا       | 1987          | صلاح سليمان        |
| من خاف سلم            | 1987          | كمال               |
| الأوباش               | 1986          | أحمد عزمي          |
| الأقزام قادمون        | 1986          |                    |
| عودة مواطن            | 1986          | شاكر               |
| للحب قصة أخيرة        | 1986          | رفعت               |
| إعدام ميت             | 1985          | أبو جودة           |
| عشرة على عشرة         | 1985          | طلبة               |
| الكيف                 | 1985          | د. صلاح أبو العزم  |
| خرج ولم يعد           | 1984          | عطية عبد الخالق    |
| دعوة للزواج           | 1983          | شعراوي شحاته       |
| إنهم يسرقون الأرانب   | 1983          | حامد               |
| عنئوب الدم            | 1983          | عماد               |
| نص أرنب               | 1983          | سراج               |
| حب في الزنزانة        | 1983          | فاروق              |
| المتشردان             | 1983          | حامد               |
| دعوة خاصة جدا         | 1982          | إبراهيم            |
| الغيرة القاتلة        | 1982          | مخلص               |
| رحلة الشقاء والحب     | 1982          |                    |
| قاهر الظلام           | 1978          | درعمي              |
| آه يا ليل يا زمن      | 1977          | محسن               |

### المسلسلات
| سنة الإنتاج | اسم المسلسل                              | الدور                       |
| ----------- | ---------------------------------------- | --------------------------- |
| 2024        | عتبات البهجة                             | بهجت الأنصاري               |
| 2021        | نجيب زاهي زركش                           | نجيب زاهي زركش              |
| 2018        | بالحجم العائلي                           | نادر التركي                 |
| 2016        | ونوس                                     | ونوس                        |
| 2014        | دهشة                                     | الباسل حمد الباشا           |
| 2012        | الخواجة عبد القادر                       | الخواجة عبد القادر          |
| 2010        | شيخ العرب همام                           | شيخ العرب همام              |
| 2009        | ابن الأرندلي                             | عبد البديع الأرندلي         |
| 2008        | شرف فتح الباب                            | شرف فتح الباب بركات         |
| 2007        | يتربى في عزو                             | حمادة عزو                   |
| 2006        | سكة الهلالي                              | مصطفى الهلالي               |
| 2005        | المرسى والبحار                           | فارس                        |
| 2004        | عباس الأبيض في اليوم الأسود              | عباس الدميري/ لطفي الجنايني |
| 2003        | الليل وآخره                              | رُحَيِّم عُمران المنشاوي         |
| 2002        | جحا المصري                               | جحا                         |
| 2001        | للعدالة وجوه كثيرة                       | جابر مأمون نصار             |
| 2000        | أوبرا عايدة                              | سيد أوبرا                   |
| 2000        | زيزينيا الجزء الثاني                     | بشر عامر عبد الظاهر         |
| 1999        | لما التعلب فات                           | باهر العسال                 |
| 1997        | زيزينيا الجزء الأول                      | بشر عامر عبد الظاهر         |
| 1996        | نصف ربيع الآخر                           | ربيع الحسيني                |
| 1995        | الخروج من المأزق                         | الحج سيد يوسف               |
| 1995        | ألف ليلة وليلة: علي بابا والأربعين حرامي | شهريار / على بابا / قاسم    |
| 1995        | ليالي الحلمية الجزء الخامس               | سليم البدري                 |
| 1994        | لا                                       | عبد المتعال محجوب           |
| 1992        | ليالي الحلمية الجزء الرابع               | سليم البدري                 |
| 1990        | ليالي الحلمية الجزء الثالث               | سليم البدري                 |
| 1989        | ليالي الحلمية الجزء الثاني               | سليم البدري                 |
| 1988        | مولود في الوقت الضائع                    |                             |
| 1987        | ليالي الحلمية الجزء الأول                | سليم البدري                 |
| 1985        | وأدرك شهريار الصباح                      | عاطف الدرملي                |
| 1984        | الحياة مرة أخرى                          | رأفت                        |
| 1983        | عابر سبيل                                |                             |
| 1981        | صيام صيام                                | صيام عبد الحميد             |

| - أبنائي الأعزاء..شكرا: 1979-رأفت - الابن الأكبر - سفينة العجائب: 1979 - طيور بلا أجنحة: 1979-خليل - ريش على ما فيش بالألوان: 1978 - نجم الموسم: 1977-ضيف الشرف - الجريمة: 1977 - هروب:1976 - الرجل والدخان: 1973- نوفل - أيام المرح: 1972 - حواديت كل يوم: |

### المسرحيات
| - ليلة من ألف ليلة:2015-شحاتة - الملك لي:2001-الملك لير - كيمو والفستان الأزرق:1999 - جوازة طلياني:1998-دومينكو سوريـالو - غراميات عطوة أبو مطوة:1993-عطوة | - حضرات السادة العيال:1988 - البهلوان:1988 - راقصة قطاع عام:1985-صابر - واحد في المليون:1982 | - بكالوريوس في حكم الشعوب:1978 - حب وفركشة: 1974 - آخر كرم : - محسن - محسن - البحر بيضحك ليه |

### أخرى
| - مسلسل اذاعي:أحلام شهرزاد:2015 - مسلسل اذاعي:لازم بابا يحب:2011 - مسلسل اذاعي:منحوس مع مرتبة الشرف:2010-سعيد - مسلسل اذاعي:الحوت والكتكوت:1998 | - مسلسل اذاعي:لسان العصفور:1992-إسماعيل السيمبلاويني - مسلسل اذاعي:هيام.. وفارس الأحلام:1986 - مسلسل اذاعي:مش معقول:1984-شخصيات مختلفة - مسلسل اذاعي:الشريك المخالف | - سهرة تليفزيونية:الرهان:إيفان - سهرة تليفزيونية:نصف شقة - سهرة تليفزيونية:حب وتخشيبة:الدرملي |

### الفوازير
- قدم فوازير المناسبات عام 1988 وشاركه البطولة صابرين وهالة فؤاد، وإخراج الراحل فهمي عبد الحميد.

### الأداء الصوتي في الأفلام والكارتون
- قام بأداء صوت شخصية المأمور وودي في النسخة المدبلجة من فيلم حكاية لعبة وحكاية لعبة 2 لشركة والت ديزني.
- قام بأداء صوت الراوي في فيلم عمارة يعقوبيان عام 2006.
- قدم دور الراعي في مسلسل الكرتون قصص الحيوان في القرآن الذي أنتج في العام 2011، وشاركه البطولة من الفنانين صلاح عبد الله وهشام سليم وحنان ترك وحنان مطاوع وفتحي عبد الوهاب وماجد الكدواني ومحمد رجب وآخرون.
- قدم دور البحار في مسلسل الكرتون قصص الإنسان في القرآن الذي أنتج في العام 2012م.
- قدم دور القاضي صفي الدين في مسلسل الكرتون قصص النساء في القرآن الذي أنتج في العام 2013م.
- قدم دور القاضي في مسلسل الكرتون عجائب القصص في القرآن عام 2014م.
- قدم دور القاضي صفي الدين في مسلسل الكرتون قصص الآيات في القرآن عام 2015م.

## روابط خارجية
- يحيى الفخراني على موقع IMDb (الإنجليزية)
- يحيى الفخراني على موقع الدهليز
- يحيى الفخراني على موقع قاعدة بيانات الأفلام العربية
- يحيى الفخراني على موقع أول موفي (الإنجليزية)
- يحيى الفخراني على موقع ديسكوغز (الإنجليزية)
- يحيى الفخراني على موقع قاعدة بيانات الفيلم (الإنجليزية)
- يحيى الفخراني على موقع كينوبويسك (الروسية)